# Италијански рат (1494—1495)
Италијански рат (1494—1495) први је од осам Италијанских ратова и вођен је између Француске краљевине са једне и Шпанске империје, Светог римског царства и неколико италијанских градова-држава са друге стране. Рат је завршен победом савезника.

## Увод
Италијански ратови су вођени крајем 15. и у првој половини 16. века за доминацију у Италији. Крајем 15. века, када у западној Европи настају централистичке државе са националним основама, Италија је била распарчана на низ малих, војнички слабих и међусобно завађених држава. Француска, Шпанија и Немачка предузимају низ похода ради освајања тих држава, што је уједно била и њихова међусобна борба за доминацију и превласт у овом делу Европе.
Након победе француског краља Луја XI над бургундијским војводом Карлом, Француска се одлучно почела борити против експанзије Хабзбурговаца на северозападу њених граница. Лујев син Карло VIII није наставио очеву политику, већ је за експанзију изабрао Апенинско полуострво. Француска је у Италији већ поседовала Грофовију Асти коју је династија Орлеан добила 1395. године као мираз Валентине Висконти, жене војводе Луја I Орлеанског. Након изумирања Анжујаца (1481. година), Прованса се ујединила са Француском, а Карло је одлучио деловати у складу са старим наследним обичајима по којима су Анжујци полагали наследно право на Напуљско краљевство које су им одузели Арагонци из Шпаније.

## Рат
Карлова инвазија на Италију започела је 1494. године. Са великом војском (25.000 људи) Карло је дошао до Милана где га је примио савезник Лудовико Сфорца. Након тога, наставио је напредовање према југу. У Фиренци је Пјеро Медичи предао Карлу кључеве тосканских тврђава што је узроковало бес грађана који су га свргнули са власти и протерали из земље.
Када се Карло у новембру приближио Риму, чинило се да ће папа Александар VI изгубити папство. Међутим папа се уз помоћ бискупа из Сент-Малоа успео измирити са Карлом уз обећање да ће са Карловом војском као папин легат поћи његов син Чезаре Борџија. Сазнавши да се француски краљ приближава са огромном војском, напуљски краљ Алфонсо II је абдицирао у корист свога сина Фердинанда II који је 1495. године побегао из земље. Тако је Карло успео да дође до напуљске круне.
Карлов успех узнемирио је непријатеље Француске заплашене од превеликог јачања Француске. Дана 31. марта 1495. године образована је Света лига у коју су ушли Папска држава, Свето римско царство, Млетачка република, Миланско војводство и Шпанска империја. Лига је званично формирана против Османског царства, али јој је прави циљ била борба против Француза. У страху да му лига не пресече одступницу ка Француској, Карло је наредио повлачење. Код места Форнова сустигла га је војска Свете лиге и нанела му пораз. Тиме је завршен Први италијански рат.